# アカデミー・スタジアム
アカデミースタジアム（Academy Stadium）は、ネーミングライツによりジョア・スタジアム（Joie Stadium）として知られるイングランド・マンチェスターのサッカースタジアム。

## 概要
完成は2014年でエティハド・キャンパス内に建築。現在はマンチェスター・シティWFC、マンチェスター・シティ EDSの本拠地として使用。
過去にUEFA欧州女子選手権2022の会場にもなった。

## アクセス
- 鉄道
  - ナショナル・レール ウェスト・コースト本線マンチェスター・ピカデリー駅よりタクシーで10分、徒歩で42分

- ライトレール
  - マンチェスター・メトロリンク アシュトン-エカルズ線エティハド・キャンパス・トラム駅より徒歩で20分